# Müslen

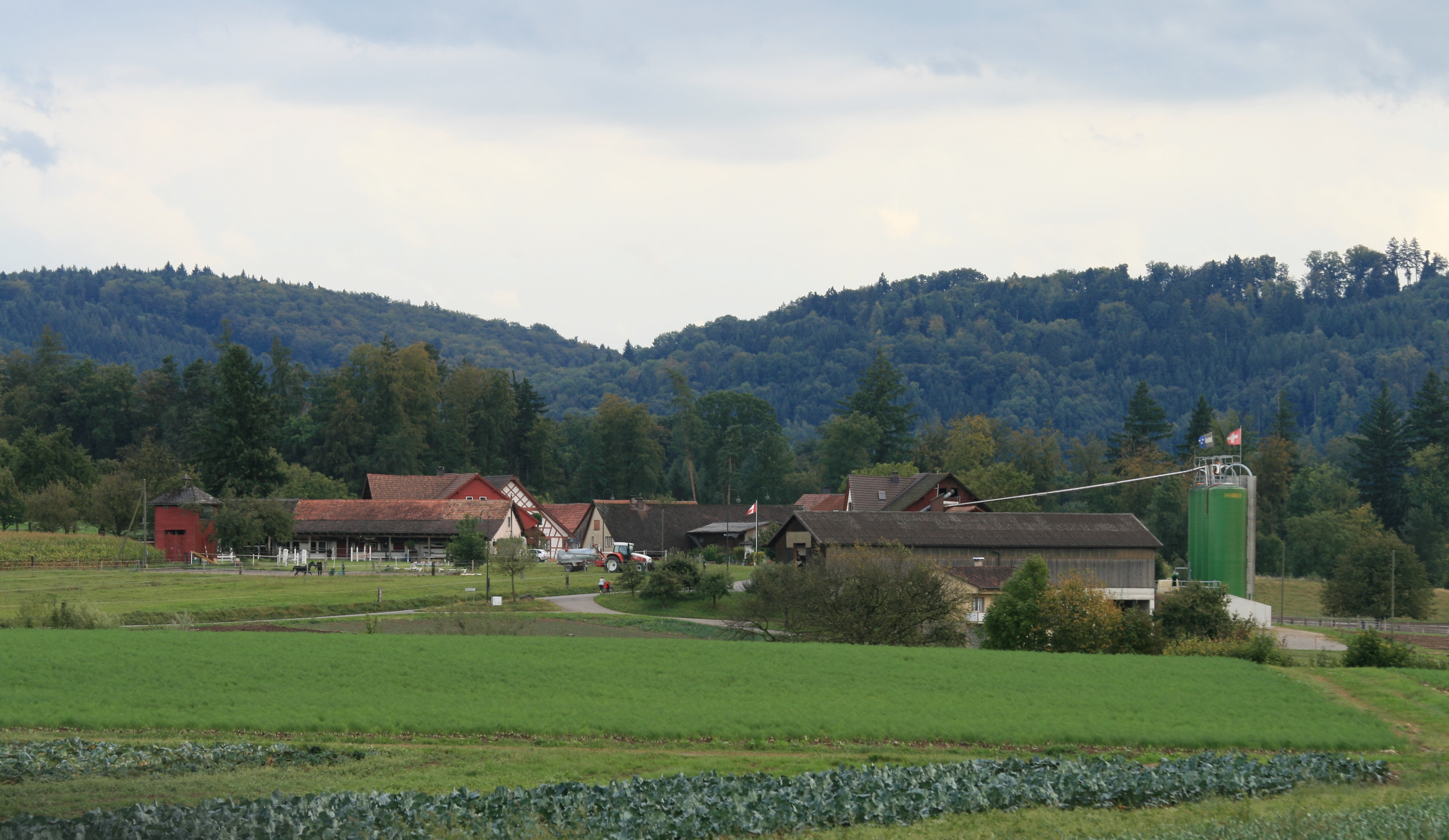
Müslen

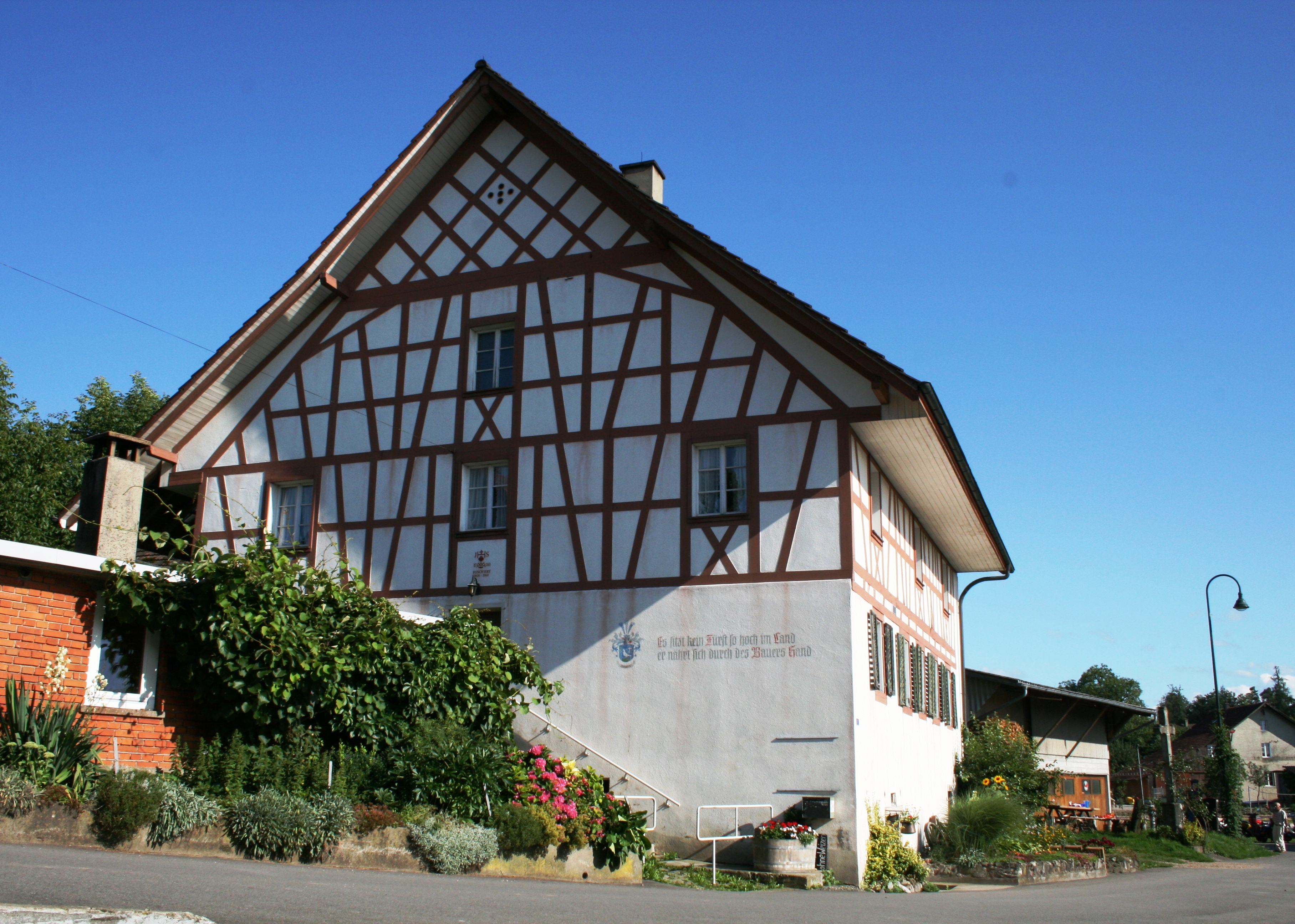
Riegelhaus in Müslen, erbaut um 1810

Müslen ist ein zur Gemeinde Birmenstorf in der Schweiz gehöriger Weiler. Zusammen mit dem Weiler Muntwil bildet er den Birmenstorfer Ortsteil Müslen.

## Geographie
Der Weiler Müslen liegt nur wenige Meter westlich der Gemarkungsgrenze von Rütihof, das zur Stadt Baden gehört. Der Weiler ist knapp 600 Meter östlich der Reuss gelegen, auf deren westlichem Ufer sich Birrhard befindet. Nördlich an Müslen schliesst sich Muntwil an, die Strasse geht von dort weiter Richtung Birmenstorf. Südlich von Müslen liegt das Städtchen Mellingen.

## Name
Der Name Müslen leitet sich vom althochdeutschen mussea ab, was mit Mies und Moos verwandt ist, also auf ein feuchtes, versumpftes Gebiet hindeutet. Müslen erhielt seinen Namen nicht vom ersten dort gegründeten Hof, sondern vielmehr der Hof vom bestehenden Namen des Gebiets respektive den natürlichen Gegebenheiten vor Ort.

## Geschichte
Der erste Hof entstand vermutlich noch im 13. Jahrhundert, wird aber erst in einer Urkunde vom 3. August 1405 erstmals erwähnt. Die Landesherrschaft lag bis 1798 bei den jeweiligen Adelsgeschlechtern, die auf der Burg Stein in Baden residierten. Falls Müslen vor 1264 entstand, wären das zunächst die Grafen von Kyburg gewesen. Von 1264 bis zur Eroberung der Grafschaft Baden durch die Eidgenossen im Jahre 1415 waren die Habsburger Landesherren. Danach gehörte Müslen den acht alten Orten der Eidgenossenschaft und ab 1712 den drei reformierten Orten Zürich, Bern und Glarus. Zur Zeit der Helvetik war Müslen Teil des Kantons Baden und ab 1803 des Kantons Aargau.
Trotz der schon von Anfang an engen Verbindung zu Birmenstorf, zu dessen Kirchensprengel Müslen gehörte, blieb die niedere Gerichtsbarkeit über Müslen im 13. Jahrhundert bei den Herren auf dem Stein, während Birmenstorf und die Lindmühle als Lehen an die Herren von Liebegg gingen. Auch nach 1415 waren die Verhältnisse im Niedergericht in Müslen einfacher geregelt als in Birmenstorf, da dort ein Teil der Grundherrschaft beim Kloster Königsfelden und nach 1528 bei Hofmeister von Königsfelden lagen.
Als in der Helvetischen Republik die Ämter aufgelöst wurden und das Amt Birmenstorf in vier (später fünf) Gemeinden aufgeteilt wurde, da blieb Müslen, anders als der Nachbarhof Muntwil, bei der Gemeinde Birmenstorf. Die folgenden napoleonischen Kriege hatten auch auf Müslen Auswirkungen, so mussten in den Jahren bis 1816 149 Mann mit 59 Pferden ausländischer Truppen versorgt werden. Bereits 1813 hatte Müslen zusammen mit Birmenstorf und Muntwil den Zehnten abgelöst. Aufwändig war der Loskauf der Bodenzinsen. Gelang es dem Dorf nach 23 Jahren im Jahre 1841 die letzte Rate zu bezahlen, so konnte Müslen erst im Jahre 1850 den Loskauf abschliessen. Ein Gesuch der Müsler bei der Erstellung der Wasserversorgung in Birmenstorf im Jahre 1911 an diese angeschlossen zu werden, wurde von der Gemeinde abgelehnt. Weil Müslen aber bereits seit den 1880er Jahren unter Wassermangel litt, erklärte sich die Gemeinde bereit, eine gute Quelle für Müslen zur Verfügung zu stellen. Die 2½ km lange Leitung wurde, von den technischen Anlagen abgesehen, von den Müslern selbst erstellt. Auch ein Reservoir auf der Rugg gehörte dazu, das durch den Einbau einer Löschkammer den Anschluss von sieben Hydranten ermöglichte. Die Müsler mussten fortan keinen Dienst mehr in der Dorffeuerwehr leisten, sondern bildeten einen selbständigen Hydrantenzug, der von einem Müsler kommandiert wurde. Die Müsler Feuerwehr wurde erst in den 1960er Jahren aufgelöst, als durch die Motorisierung der Birmenstorfer Feuerwehr und den 1964 eingeführten Pikettdienst im nahegelegenen Tanklager Mellingen der Brandschutz deutlich verbessert wurde. Die Elektrizität kam 1918 nach Müslen. Gemeinsam mit dem Weiler Muntwil gründeten die Müsler die Elektra-Genossenschaft Müslen und organisierten gemeinsam mit Rütihof die Stromversorgung. Wiederholt zu intensiven Diskussionen führte im 20. Jahrhundert die Frage nach dem Schulort. 1935 und nochmals 1943 versuchten die Müsler durchzusetzen, dass die Schüler nach Rütihof statt nach Birmenstorf konnten, was statt 50 Minuten Schulweg nur 10 Minuten bedeutet hätte. Das Gesuch von 1935 wurde abgewiesen, den Schülern aber einige Erleichterungen zugestanden. Auch 1943 wurde das Begehren anfänglich von der Erziehungsdirektion abgelehnt. Nach einem Augenschein vor Ort im November 1943 stimmte die Erziehungsdirektion schliesslich zu, und auf den 1. Mai 1944 trat ein Schulvertrag zwischen der Gemeinde Birmenstorf und Rütihof in Kraft, der den Schulbesuch der Müsler Schüler in Rütihof regelte.